# Chung San Hui
Chung San Hui was een Nederlandse studentenvereniging voor Chinese Indonesiërs. Het werd in 1945 opgericht in Amsterdam door Chinees-Indonesische uitwisselingsstudenten. De eerste naam van de vereniging was "三民主义会 (San Min Chu I)". De vereniging was groot voorstander van de gedachtes van Sun Zhongshan en stond ook open voor Chinese Nederlanders. Begin jaren vijftig van de 20e eeuw keerde een deel van de studenten terug naar het vaderland Indonesië en naderhand werden geen activiteiten meer opgezet door de vereniging. In 1954 werd de vereniging opgeheven.
Ze gaven een krant uit, genaamd "Oostenwind" (東風). Een voorbeeld van de editie van april 1949 is te zien op deze link.